# Фортингалл
Фортингалл (англ. Fortingall, гэльск. Fartairchill) —  деревня в Шотландии, в Пертшире, известная своим тисом-долгожителем, растущим во дворе местной церкви. 
В окрестностях деревни находятся археологические памятники эпохи бронзы.